# Церковь Святого Олафа (Балестранн)
Церковь Святого Олафа (норв. St. Olafs kirke; нюнорск St. Olafs kyrkje; англ. St Olaf's Church) — англиканская церковь в Балестранне, построена в 1897 году по проекту архитектора Йенса Челланна в стиле, имитирующем средневековые деревянные храмы.

## История

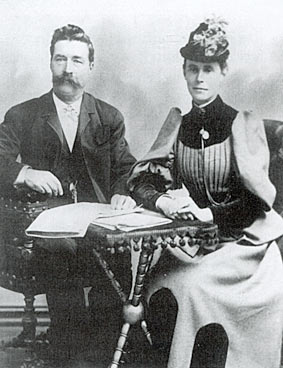
Кнут Квикне и Маргарет София Грин-Квикне

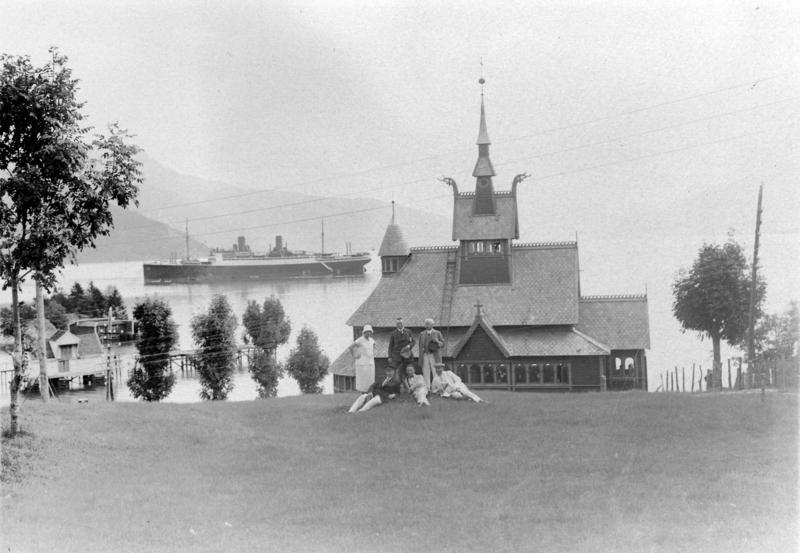
Туристы из Мюнхена на фоне церкви и океанского лайнера Генерал Штойбен, 1925г.

Во второй половине 19-го века Балестранн был популярным местом среди британских туристов. Одним из направлений туризма было посещение Скандинавских гор для занятий альпинизмом. Британская подданная Маргарет София Грин (Margaret Sophia Green) была дочерью английского священнослужителя и пионером в женском альпинизме, впервые она посетила Норвегию в 1886 году. Маргарет совершала восхождения в долине Ромсдален, в горах Гейрангер-фьорда и Нур-фьорда. В 1888 году она посетила Балестранн, где познакомилась с Кнутом Квикне (Knut Kvikne).
Семья Квикне — брат Кнута Оле Квикне и его жена Кари, открыли туристический отель в Балестранне в 1877 году. В 1880 году Кнут вернулся из  Америки и присоединился к семейному делу, он был проводником для туристов в горах и инструктором по альпинизму. В 1890 году Кнут и Маргарет поженились, после чего Маргарет занималась делами в отеле и планировала построить англиканскую церковь в Балестранне. Через несколько лет у Маргарет был диагностирован туберкулёз, и она умерла в 1894 году.
В память о своей жене Кнут Квикне начал строительство церкви на небольшом участке земли неподалёку от отеля. Согласно местной легенде, строительство церкви было, не только давней мечтой Маргарет, но и её последней волей. Строительство было завершено, благодаря щедрым пожертвованиям двух американских женщин, живших в Балестранне — Гертруды Эббот и Элизабет Уинслоу-Питерс. Церковь была освящена в 1897 году.

## Строительство

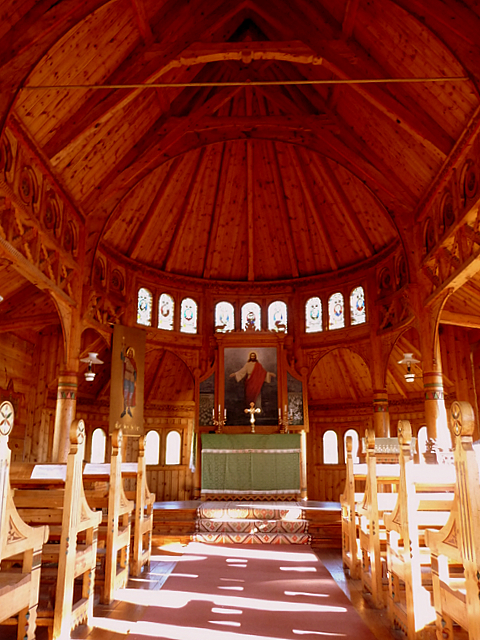
Интерьер церкви

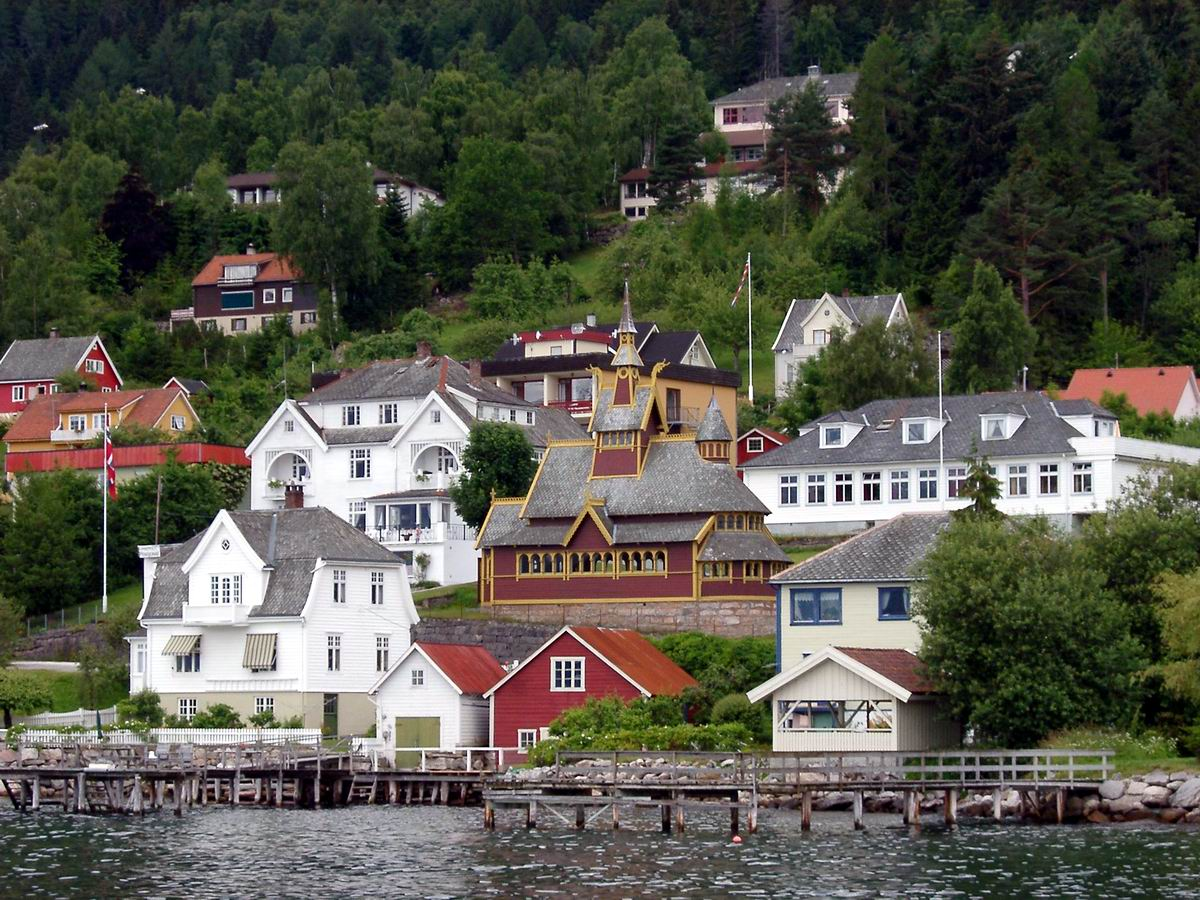
Церковь св. Олофа, вид с фьорда, 2004г.

Церковь была построена по проекту молодого архитектора из Бергена Йенса Челланна (Jens Kielland). Работы велись строительным мастером Андерсом Корсволдом (Anders Korsvold), известным в Согн-ог-Фьюране строительством церквей и роскошных прибрежных отелей, он также построил отель для семьи Квикне в швейцарском стиле. Деревянное здание церкви построено как имитация средневековой ставкирки в стиле дракона. Внутри церковь декорирована резьбой по дереву.

## Внутреннее убранство

### Витражи
Полукруглую стену хора украшают девять витражей с изображением святых. Из этих святых трое имеют непосредственное отношение к становлению христианства в Норвегии св. Олав, св. Халльвард и св. Суннива, и особо почитаемы в стране. Другие — Дева Мария, св. Колумба, св. Климент, св. Бригитта, св. Свитин и св. Георгий.

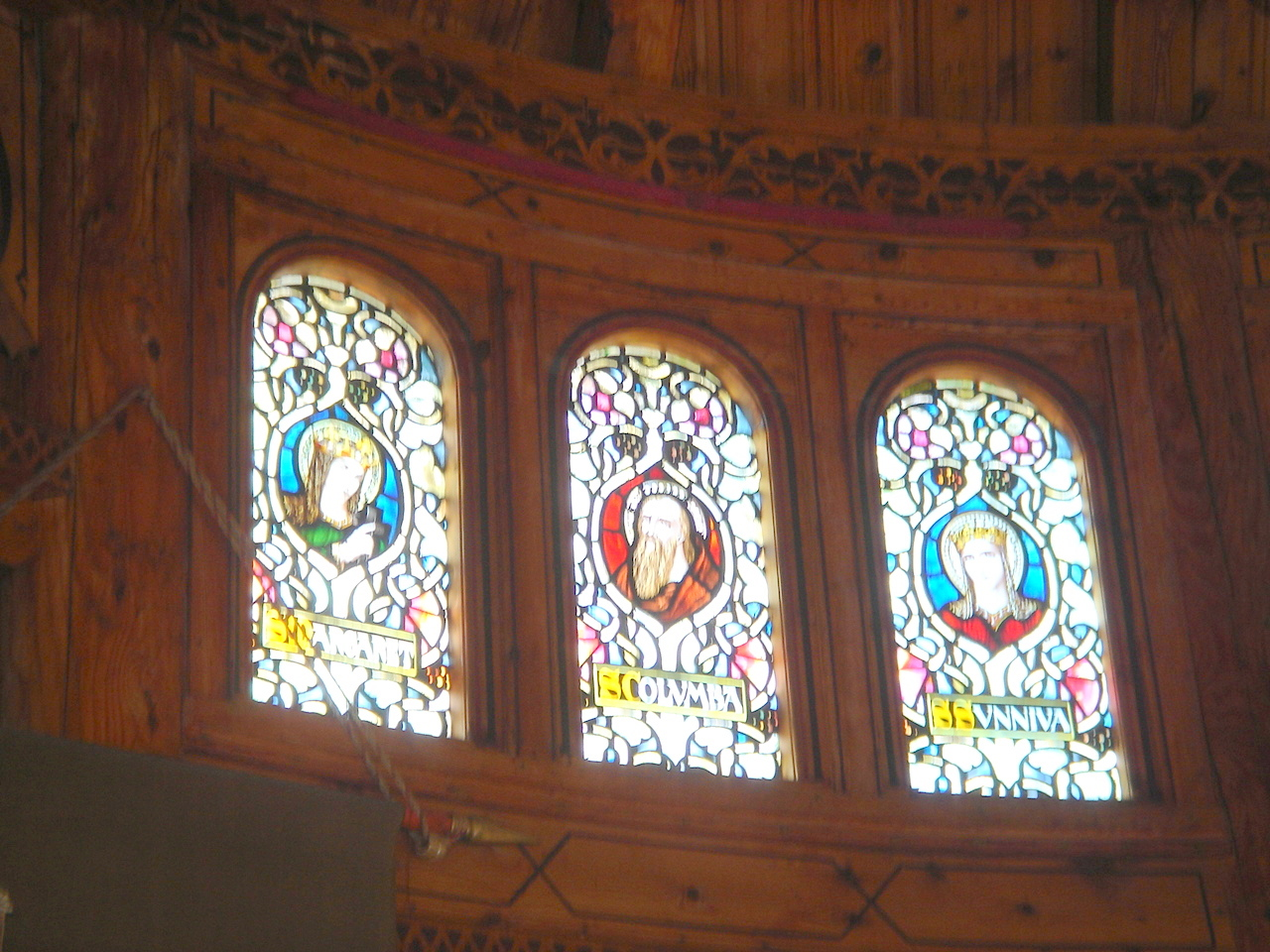
Св. Бригитта, св. Колумба, св. Суннива
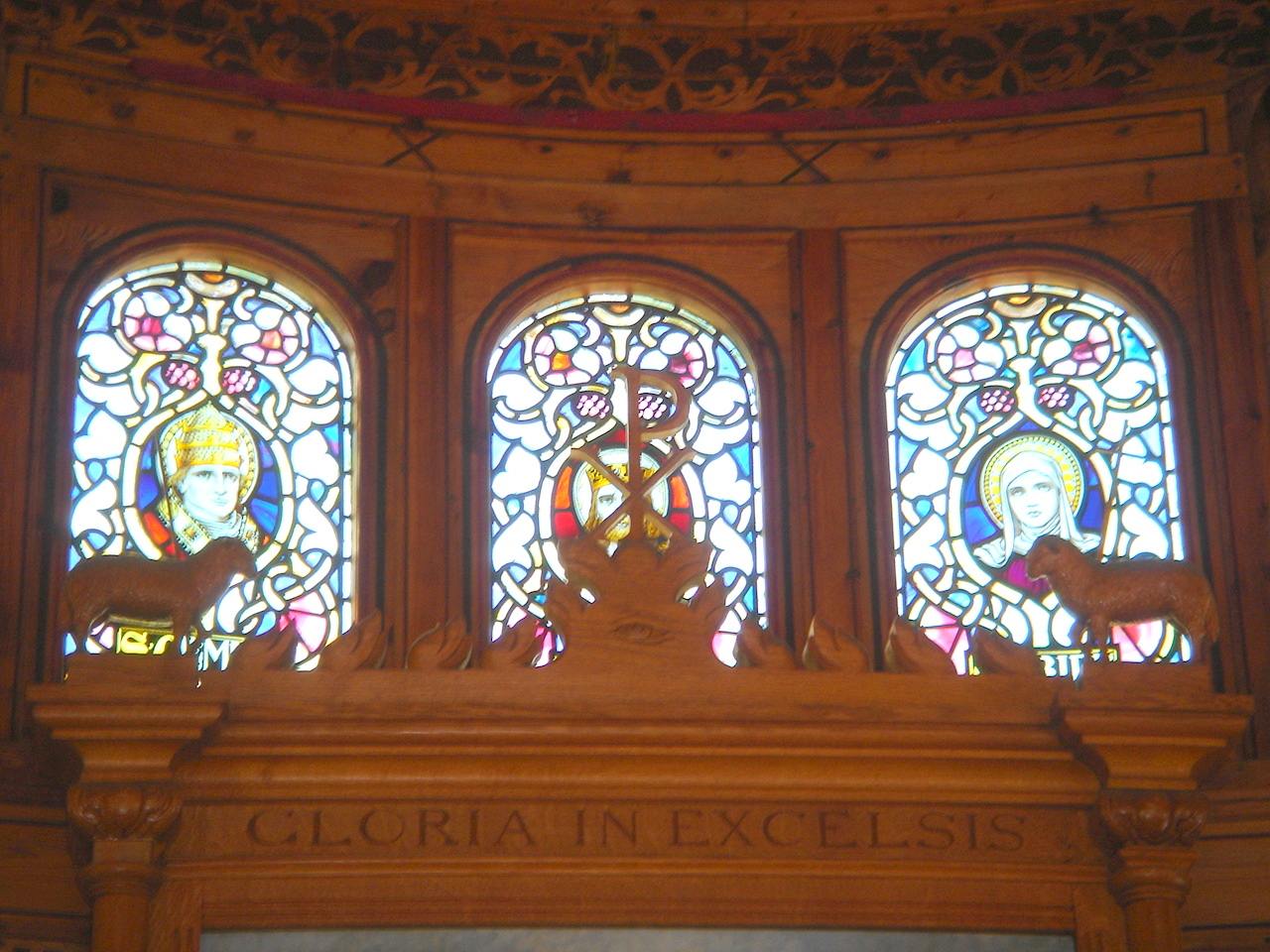
Св. Климент, св. Олав, св. Мария
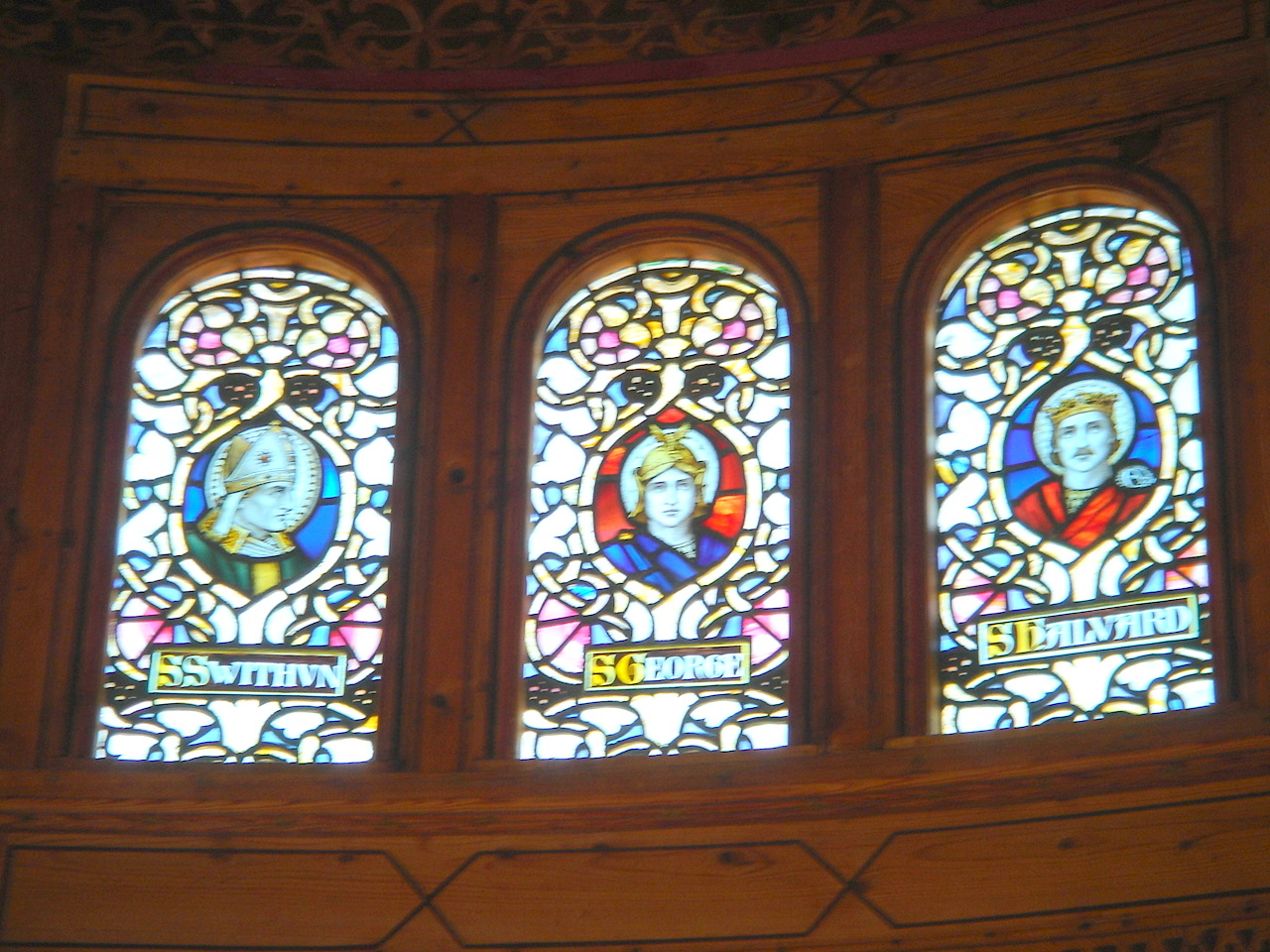
Св. Свитин, св. Георгий, св. Халльвард

### Алтарная картина
На алтарной картине изображён воскресший Христос. Автор картины Эмма Норман Пастор, дочь Адельстена Нормана, жившего и работавшего в Балестранне. В церкви есть гобелен с изображением святого Олафа, предположительно, сделанный в 1897 году.

### Интерьер
Интерьер церкви был использован в диснеевском анимационном фильме Холодное сердце, послужив прообразом интерьера для сцены коронации Эльзы. Об этом повествуется в книге критика и историка анимации Чарльза Соломона The Art of Frozen, где он интервьюирует создателей фильма.

## Использование церкви в настоящее время
Церковь Святого Олафа в Балестранне входит в юрисдикцию Диоцеза Гибралтара в Европе. Церковь используется в летние месяцы для англиканского богослужения на английском языке. Каждое воскресенье есть три богослужения, есть богослужения в будние дни и праздничные дни, когда присутствуют священники. Отель Kvikne предоставляет священникам жилье, с момента основания церкви. Церковь является достопримечательностью Балестранна, и пользуется популярностью у туристов. Церковь существует, в том числе, и на пожертвования от туристов. На протяжении многих лет в церкви проводятся бракосочетания, в основном, в парах, где супруги разного происхождения — норвежского и британского.